# 171
Cette page concerne l'année 171  du calendrier julien. Pour l'année 171 av. J.-C., voir 171 av. J.-C. Pour le nombre 171, voir 171 (nombre).
L'année 171 est une année commune qui commence un lundi.

## Événements
- Printemps : Marc Aurèle installe son quartier général à Carnuntum[1].
- Juin (date supposée) : les Romains détruisent une importante armée des Marcomans qui passait le Danube pour rentrer chez elle. Marc Aurèle reçoit sa sixième acclamation comme Imperator[1]. Il fait la paix avec les Quades et organise une expédition au-delà du Danube contre les Marcomans[2].

- Raid des Maures du Rif en Bétique, dans le sud de l'Espagne (171-172) ; le légat Aufidius Victorinus est chargé de rétablir la situation[1].
- Des Barbares sont établis dans les régions dépeuplées par la guerre et la peste[2]. En Dacie, les tribus germaniques des Hasdingi (Vandales), conduits par les rois Raus et Raptus, et des Lacringi ou Dacringes, deviennent des alliés du peuple romain : le gouverneur Sextus Cornelius Clemens encourage les Hasdingi à attaquer les Costoboces, puis laisse les Lacringi se tourner contre les Hasdingi, et les survivants se soumettent[1].